# RetroArch
RetroArch — бесплатный кроссплатформенный интерфейс с открытым исходным кодом для эмуляторов, игровых движков, видеоигр,  медиапроигрывателей и других устройств. Это эталонная реализация libretro API. Имеет быстрый, лёгкий, портативный, но в то же время многофункциональный интерфейс.
RetroArch запускает программы, преобразованные в динамические библиотеки, называемые ядрами libretro, используя несколько пользовательских интерфейсов, таких как интерфейс командной строки, несколько графических интерфейсов пользователя (GUI), оптимизированных для геймпадов (самый известный из них называется XMB, клон Sony XMB), нескольких драйверов ввода, аудио и видео, а также другие сложные функции, такие как динамическое управление скоростью, звуковые фильтры, многопроходные шейдеры, многопользовательская игра, перемотка игрового процесса, читы и т. д.
RetroArch был выпущен для многих платформ. Он работает на нескольких операционных системах (Windows, macOS, Linux), игровых приставках (PlayStation 3, Xbox 360, Wii U и т. п.), портативных игровых консолях (PlayStation Vita, Nintendo 3DS и др.), смартфонах (Android, iOS и др.), одноплатных компьютерах (Raspberry Pi и др.) и даже в веб-браузерах с помощью компилятора Emscripten.

## История
Проект, ранее известный как SSNES, первоначально основанный на псевдониме программиста Near's libretro, предшественника libsnes, начал своё развитие в 2010 с Хансом-Кристианом ''themaister" Арнтценом, опубликовавшим первое изменение на GitHub. Изначально проект задумывался, как замена интерфейса bsnes на основе Qt, но позже он стал поддерживать больше эмуляционных ядер. 21 апреля 2012 года SSNES был официально переименован в RetroArch
Версия RetroArch 1.0.0.0 была выпущена 11 января 2014 года и в то время была доступна на семи разных платформах.
16 февраля 2016 года RetroArch стало одним из немногих приложений, реализовавших поддержку Vulkan API в день выхода API.
27 ноября 2016 года команда Libretro объявила, что наряду с Lakka(операционная система RetroArch на основе LibreELEC), RetroArch будет находиться на краудфандинговой платформе Patreon, чтобы вознаграждать разработчиков, которые исправляют определенные ошибки в программном обеспечении, и покрывать расходы на серверы подбора игроков.
В декабре 2016 года GoGames – компания, нанятая разработчиком и издателем видеоигр Sega – обратилась к разработчикам RetroArch с намерением использовать их программное обеспечение в их проекте SEGA Forever, но в конечном итоге сотрудничество не увенчалось успехом из-за лицензионных разногласий.
В августе 2020 года кто-то, выдававший себя за доверенного члена команды, получил доступ к серверу buildbot и учетной записи GitHub для организации Libretro, что привело к вандализму и очисткам сервера.
В ноябре 2020 года RetroArch при помощи ядра PCSX2 Libretro смогла реализовать эмуляцию PlayStation 2 на Xbox Series X/S, чего на тот момент времени не могла сделать даже собственная PlayStation 5 от Sony.
14 сентября 2021 года RetroArch вышел в Steam.

## Особенности
Его основные функции включают в себя:
- Расширенная поддержка шейдеров GPU — Многопроходный конвейер шейдеров постобработки, позволяющий эффективно использовать алгоритмы масштабирования изображения, эмуляцию сложных ЭЛП, NTSC видео артефактов и других эффектов;
- Динамический контроль скорости для синхронизации видео и аудио, сглаживания несовершенства синхронизации;
- FFmpeg запись — встроенная функция поддержки записи видео без потерь с использованием FFmpeg libavcodec;
- Уровень абстракции геймпада, называемый Retropad:
- Автоматическая настройка геймпада — после подключения геймпада от пользователя не требуется никаких действий;
- Peer-to-peer многопользовательская игра, в которой используется Rollback метод, аналогичный GGPO[15];
- Аудио DSP плагины, такие как эквалайзер, реверберация и т. д.
- Расширенные функции сохранений — автоматическая загрузка сохранения, отключение перезаписи SRAM и т. д.;
- Покадровая перемотка геймплея;
- Сенсорные кнопки для устройств с сенсорным экраном, таких как смартфоны;
- Миниатюрные изображения обложек видеоигр;
- Настройка низкой задержки входа и звука;
- Автоматическое создание плейлистов по категориям, при сканировании каталогов на наличие игр/ROMов;
- Такие интерфейсы, как: CLI, XMB (оптимизированы для геймпадов), GLUI/MaterialUI (оптимизированы для сенсорного экрана), RGUI и Ozone (доступны везде);
- Сканер игровых ROMов — автоматически создает плейлисты, сравнивая хеш-функции файлов каталога с базами данных хеш-функций известных исправных копий игр[16];
- База данных Libretro ядер, игр, читов и т. д[17];
- Поддержка OpenGL и Vulkan API;
- Run-Ahead — скрывает задержку ввода эмулируемых систем, используя как сохранения, так и ускоренную перемотку вперед;
- Достижения — интеграция с сервисом RetroAchievements для разблокировки внутриигровых достижений и трофеев;
- Функция ИИ — использует внешние службы машинного перевода для перевода текста в играх.

## Эмулируемые системы
RetroArch работает с любым ядром Libretro. RetroArch доступен на многих платформах, но доступность конкретного ядра зависит от платформы.
Ниже приведена (неполная) таблица систем, доступных на RetroArch, и на каких эмуляторах основываются ядра:
| Система                                      | Эмулятор                                        |
| -------------------------------------------- | ----------------------------------------------- |
| 3DO                                          | 4DO                                             |
| Amstrad CPC                                  | Carprice32 CrocoDS                              |
| Аркада                                       | MAME MESS FinalBurn Neo FinalBurn Alpha         |
| Atari 2600                                   | Stella                                          |
| Atari 5200                                   | a5200 Atari800                                  |
| Atari 7800                                   | ProSystem                                       |
| Atari Falcon                                 | Hatari                                          |
| Atari Jaguar                                 | Virtual Jaguar                                  |
| Atari Lynx                                   | Mednafen Handy                                  |
| Atari ST / STE / Falcon                      | Hatari                                          |
| Bandai WonderSwan                            | Mednafen                                        |
| ColecoVision                                 | blueMSX - Gearcoleco                            |
| Commodore 64                                 | VICE - Frodo                                    |
| Commodore 128                                | VICE                                            |
| Commodore Amiga                              | PUAE UAE4ARM                                    |
| Commodore CBM                                | VICE                                            |
| Commodore PET                                | VICE                                            |
| Commodore Plus/4                             | VICE                                            |
| Commodore VIC-20                             | VICE                                            |
| DOS                                          | DOSBox - DOSBox-Pure, DOSBox SVN                |
| Электроника БК-0010 / БК-0011                | M                                               |
| Fairchild Channel F                          | FreeChaF                                        |
| GCE Vectrex                                  | vecxVecXGL                                      |
| Портативные игровые системы                  | GW                                              |
| Mac II                                       | minivmac                                        |
| Magnavox Odyssey²                            | O2EM                                            |
| Mattel Intellivision                         | FreeIntv                                        |
| Mega Duck                                    | SameDuck                                        |
| Microsoft MSX                                | fMSX blueMSX                                    |
| NEC PC Engine / CD                           | Mednafen                                        |
| NEC TurboGrafx-16 / SuperGrafx               | Mednafen                                        |
| NEC PC-8000 / PC-8800                        | QUASI88                                         |
| NEC PC-98                                    | Neko Project II Kai Neko Project II             |
| NEC PC-FX                                    | Mednafen                                        |
| NEC TurboGrafx-CD                            | Mednafen                                        |
| Nintendo 3DS                                 | Citra                                           |
| Nintendo 64                                  | Mupen64Plus - Next ParaLLEl N64                 |
| Nintendo DS                                  | DeSmuME 2015 melonDS                            |
| Nintendo Entertainment System                | higan Emux FCEUmm Nestopia UE QuickNES Mesen    |
| Family Computer Disk System                  | FCEUmm Mesen Nestopia higanQuickNES             |
| Nintendo Game Boy / Color                    | Emux Gambatte SameBoy TGB Dual higanMesen-S     |
| Nintendo Game Boy Advance                    | Mednafen gpSP Meteor mGBA VisualBoyAdvance      |
| Nintendo GameCube                            | Dolphin                                         |
| Nintendo Pokémon mini                        | PokeMini                                        |
| Nintendo Super Nintendo Entertainment System | Mednafenbsnes higan Snes9x Mesen-s              |
| Nintendo Virtual Boy                         | Mednafen                                        |
| Nintendo Wii                                 | Dolphin                                         |
| Palm OS                                      | Mu                                              |
| Philips CD-i                                 | SAME CDi Cdi 2015                               |
| Sega 32X                                     | PicoDrive                                       |
| Sega Dreamcast                               | Redream Flycast (ранее Reicast)                 |
| Sega Game Gear                               | Genesis Plus GX PicoDriveSMS Plus GX Gearsystem |
| Sega Master System                           | PicoDrive Genesis Plus GXSMS Plus GX Gearsystem |
| Sega Mega CD/Sega-CD                         | Genesis Plus GX PicoDrive                       |
| Sega Mega Drive/Genesis                      | Genesis Plus GXBlastEM PicoDrive                |
| Sega Saturn                                  | uoYabause MednafenYabaSanshiro Kronos           |
| Sega ST-V                                    | Kronos                                          |
| SG-1000                                      | blueMSXGearsystem                               |
| Sharp X1                                     | X Millennium                                    |
| Sharp X68000                                 | PX68k                                           |
| Sinclair ZX81                                | EightyOne                                       |
| Sinclair ZX Spectrum                         | Fuse                                            |
| Sony PlayStation                             | Mednafen PCSX ReARMed DuckStationSwanStation    |
| Sony PlayStation 2                           | Play! PCSX2                                     |
| Sony PlayStation Portable                    | PPSSPP                                          |
| SNK Neo Geo Pocket / Color                   | Mednafen RACE                                   |
| SVI                                          | blueMSX                                         |
| The 3DO Company 3DO                          | Opera                                           |
| Thomson computers                            | Theodore                                        |
| Uzebox                                       | Uzem                                            |
| Watara Supervision                           | Potator                                         |

Ниже приведен (неполный) список вещей, которые не вписываются в приведенный выше список, например, отдельные игры, библиотеки или языки программирования.
| Arduboy             | Arduos          |
| Bomberman           | Mr. Boom        |
| Cave Story          | NXEngine        |
| ChaiScript          | ChaiLove        |
| CHIP-8              | JAXE            |
| Dinothawr           | Dinothawr       |
| Doom                | PrBoom          |
| Doom 3              | boom3 boom 3 xp |
| FFmpeg              | FFmpeg          |
| Flashback           | REminiscene     |
| Gong                | Gong            |
| Java ME             | SquirrelJME     |
| Jump 'n Bump        | Jump 'n Bump    |
| LowRes NX           | LowRes NX       |
| Lua Engine          | Lutro           |
| Minecraft           | Craft           |
| OutRun              | Cannonball      |
| PICO-8              | Retro8          |
| PocketCDG           | PocketCDG       |
| Quake               | TyrQuake        |
| Quake II            | vitaQuake 2     |
| Rick Dangerous      | XRick           |
| RPG Maker 2000/2003 | EasyRPG         |
| ScummVM             | ScummVM         |
| The Powder Toy      | The Powder Toy  |
| TIC-80              | TIC-80          |
| Tomb Raider         | OpenLara        |
| VaporSpec           | VaporSpec       |
| VeMUlator           | VeMUlator       |
| WASM-4              | WASM-4          |
| Wolfenstein 3D      | ECWolf          |

## Оценки
- RetroArch хвалят за количество систем, которыми он может управлять через единый интерфейс[18][19].
- Его критиковали за сложность настройки из-за большого количества опций, доступных пользователю, но в то же время хвалили за достаточно продвинутый функционал.
- RetroArch на Android хвалили за то, что сенсорные кнопки можно настраивать, за расширяемость поддерживаемых им ядер libretro, за поддержку различных периферийных устройств, таких как контроллеры USB и Bluetooth, к тому же приложение бесплатное и не имеет рекламы.
- Кайл Орланд, пишущий для Ars Technica, сказал, что режим RetroArch «Run-Ahead» является «возможно, самым большим улучшением, которое когда-либо видело сообщество ретро-игр»[20].